# Vetenskapsåret 1941

## Händelser
- George Wells Beadle och Edward Lawrie Tatum publicerar "Genetic Control of Biochemical Reactions in Neurospora" som visar hur gener kodar för proteiner.
- Plutonium framställs första gången av Glenn T. Seaborg, Arthur C. Wahl, Joseph W. Kennedy, Emilio Segrè. Detta hemlighålls tills efter bombningen av Hiroshima och Nagasaki.
- John Vincent Atanasoff och Clifford E. Berry utvecklar en dator.
- Ives-Stilwells experiment visar att strålningen från joner sker på en frekvens som påverkas av deras förflyttning.

### Fysik
- 28 juni - USA:s president Franklin D. Roosevelt skriver på Executive Order 8807 som skapar Office of Scientific Research and Development med Vannevar Bush som direktör. Myndigheten förknippas med bygget av atombomben.[1]

### Medicin
- 12 februari - Albert Alexander, patient på Radcliffe Infirmary i Oxford, blir första person att behandlas med penicillin genom infusion, av Howard Florey’s team. Han regerar positivt, men det inte finns tillräckligt utbud av och framgångsrik behandling blir tillgänglig först i maj.[2]

## Pristagare
- Bigsbymedaljen: Cyril James Stubblefield [3]
- Copleymedaljen: Thomas Lewis
- De Morgan-medaljen: Louis Mordell
- Ingenjörsvetenskapsakademien utdelar Stora guldmedaljen till Hemming Johansson
- Nobelpriset: Inga priser delades ut. [4]
- Penrosemedaljen: Norman Levi Bowen
- Wollastonmedaljen: Arthur Louis D ay [5]

## Födda
- 26 mars - Richard Dawkins, brittisk vetenskapsman.
- 9 september - Dennis Ritchie, programutvecklare.
- 10 september - Stephen Jay Gould (död 2002), paleontolog och författare.

## Avlidna
- 11 juli - Arthur Evans (född 1851), arkeolog.
- 26 juli - Henri Lebesgue (född 1875), matematiker.
- 9 september, Hans Spemann, nobelpristagare i fysiologi/medicin

### Fotnoter
1. ↑  Hewlett, Richard G.; Anderson, Oscar E. (1962). The New World, 1939–1946. University Park, Pennsylvania: Pennsylvania State University Press. sid. 40–41. ISBN 0-520-07186-7. OCLC 637004643
2. ↑  Robertson, Patrick (1974). The Shell Book of Firsts. London: Ebury Press. sid. 124–5
3. ↑  ”Geological Society”. Arkiverad från originalet den 5 juni 2011. https://web.archive.org/web/20110605101836/http://www.geolsoc.org.uk/gsl/society/history/page753.html. Läst 13 april 2011.
4. ↑  ”Nobelpriset”. http://nobelprize.org/nobel_prizes/lists/all/index.html. Läst 10 april 2011.
5. ↑  ”Geological Society”. Arkiverad från originalet den 5 juni 2011. https://web.archive.org/web/20110605102217/http://www.geolsoc.org.uk/gsl/society/history/page750.html. Läst 14 april 2011.